# Carl Pander
Carl Pander; eigentlicher Vorname Kaskel oder vereinzelt auch Karl Pander (* 18. November 1844 in Posen; † 5. März 1905 in Bergedorf, heute Stadtteil von Hamburg) war ein deutscher Schauspieler, Regisseur und Dramatiker.

## Leben
Carl Pander wurde als Sohn eines Kaufmanns geboren. Nach Ableisten des Wehrdienstes als Einjährig-Freiwilliger wendete er sich 1866 dem  Schauspielberuf zu und debütierte am Stadttheater in Lübeck. Daran schloss sich ein Engagement in Reichenberg (Böhmen) an, das 1870 wegen seiner Teilnahme als Soldat am Deutsch-Französischen Krieg unterbrochen wurde. Weitere spätere Stationen waren das Residenztheater in Berlin und Theater in Düsseldorf und Bremen, wo er sich auch als Regisseur betätigte. Von 1883 bis 1897 ist eine langjährige Verpflichtung an das Thalia Theater in Hamburg zu verzeichnen. Nach Ende seines dortigen Wirkens nahm er kein festes Engagement mehr an, spielte jedoch Gastrollen an verschiedenen Theatern.
Zudem verfasste Carl Pander in den Jahren 1876 bis 1897 auch einige Bühnenstücke. Darunter befanden sich die Burleske Teufelsbanner und das Ausstattungsstück Nautilus.
Aus der Ehe mit der Sängerin Albertine Friederike, geb. Philipp, entstammt der älteste Sohn, der  Theaterkritiker und Schriftsteller Oswald Pander (1881–1943), ermordet im KZ Theresienstadt.